# オッタヴィアーニの介入

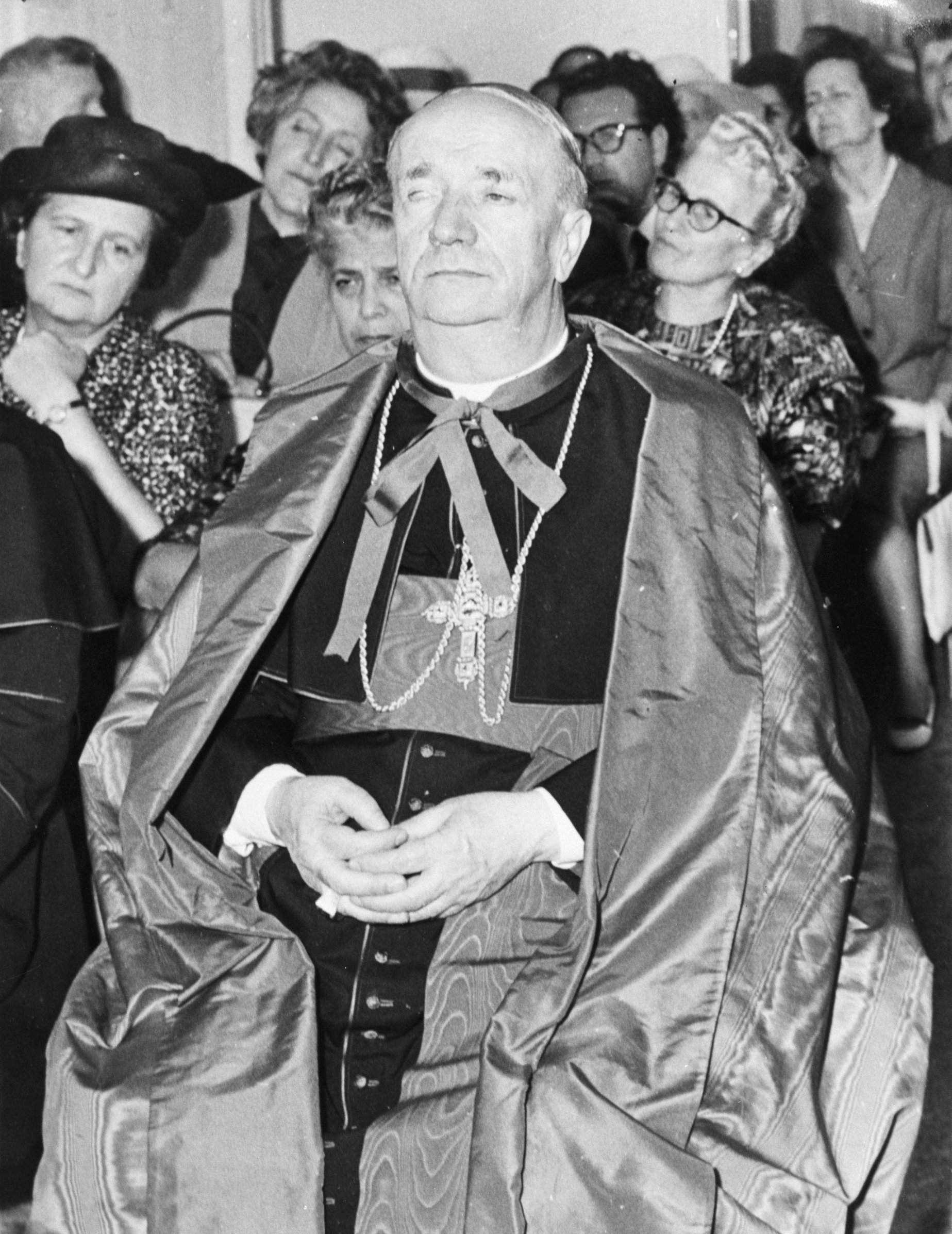
アルフレド・オッタヴィアーニ枢機卿

新しい「ミサ司式」の批判的研究 (英: Short Critical Study of the Novus Ordo Missae, 伊: Breve Esame Critico del Novus Ordo Missae) 、通称 オッタヴィアーニの介入 (オッタヴィアーニのかいにゅう) とは、1969年初めに公布された「パウロ6世のミサ」 — 通称 新しいミサ（"Novus Ordo Missae"） — について、一部のローマ・カトリック神学者が同ミサの問題点として認識している事項を批判するために、教皇パウロ6世に宛てて執筆した、1969年の文書である。 この文書の通称である「オッタヴィアーニの介入」は、筆者の一人であるアルフレド・オッタヴィアーニの名に由来する。

## 概要
アルフレド・オッタヴィアーニおよびアントニオ・バッチ両枢機卿は、1969年9月25日付で、この「批判的研究」を教皇パウロ6世へ書簡とともに送付した。 この「研究」はこれは1969年4月3日の使徒憲章 Missale Romanum によって公布されたパウロ6世のミサの正統性への疑問を投げかけているものであるが、「批判的研究」に対する批判の一部を考慮した決定的な文書はまだ現れていなかった。
ミシェル＝ルイ・ゲラール・デ・ローリエが、この「研究」の背後の主要なブレーンであったと言われている。
教皇パウロ6世は、オッタヴィアーニが以前に所長を務めていた、ローマ教皇庁の信仰教理省 (Congregation for the Doctrine of the Faith) に対し、この「批判的研究」を調査するように要請した。 同省は1969年11月12日、同文書には多くの「表面的、誇張、不正確、感情的、虚偽 ("superficial, exaggerated, inexact, emotional and false")」な断定が含まれていると回答した。
オッタヴィアーニが署名し、Gerard Lafond に宛てた1970年2月17日の手紙は、La Documentation catholiqueによって世に出された。書簡本文には以下のような記述がある:
私は、新しいミサ形式 (Ordo Missae) の問題に関する教皇の説教を読み、特に11月19日と26日の一般謁見での教皇の説教に含まれる教義の正確さを心から喜びました。 このことにより、もう誰もこの件をスキャンダル化することはできないと私は信じています。残るは、本文が引き起こす可能性があるいくつかの正当な懸念点を解消するために、賢明で知的な公教要理の教授（カテケーシス）に着手する必要があります。  その意味で、あなたの  [パウロ6世のミサにおける] "Doctrinal Note" および Militia Sanctae Mariae の活動が世に広く拡散し、成功することを望んでおります。
(英訳: I have rejoiced profoundly to read the Discourse by the Holy Father on the question of the new Ordo Missae, and especially the doctrinal precisions contained in his discourses at the public Audiences of November 19 and 26 after which I believe, no one can any longer be genuinely scandalized. As for the rest, a prudent and intelligent catechesis must be undertaken to solve some legitimate perplexities which the text is capable of arousing.  In this sense I wish your "Doctrinal Note" [on the Pauline Rite Mass] and the activity of the Militia Sanctae Mariae wide diffusion and success.)
この書簡はまた、1969年9月25日付の書簡が公表されたことに対するオッタヴィアーニ枢機卿の遺憾の意を表明していた。
私は誰にもこの書簡を公開する許可を与えていないのですが、私が教皇に宛てて書いた書簡を(無断で)公開するという形で、望まぬ形で私の名前が悪用されたことだけを残念に思います。
(仏訳:"Je regrette seulement que l’on ait abusé de mon nom dans un sens que je ne désirais pas, par la publication d’une lettre que j’avais adressée au Saint-Père sans autoriser personne à la publier") —アルフレド・オッタヴィアーニ、Christophe Geffroy and Philippe Maxence, Enquête sur la messe traditionnelle
Jean Madiran は聖伝主義のカトリックであり、1966年にフランス司教座によって非難された Itinéraires の創刊者および編集長であったが、Madiran は、Itinéraires が教皇宛の書簡を公表する許可を枢機卿から得ていると主張しつつ、オッタヴィアーニが盲目であったために、秘書が作成した Dom Gerard-Marie Lafond 宛の書簡の内容を知らずに署名したのではないかと示唆した。